# Церква Введення в храм Пресвятої Богородиці (Теляж)
Цéрква Ввéдення в хрáм Пресвятóї Богорóдиці - пам'ятка  української народної дерев'яної архітектури,  греко-католицький  храм у селі Теляж споруджений у 1883 році.
Церква названа на честь одного із дванадесятних свят - Введення в храм Пресвятої Богородиці. Парафія належить до Сокальсько-Жовківської єпархії  Львівської митрополії  Української греко-католицької церкви.

## Історія
Існуюча дерев'яна церква збудована на місці давнішої, теж дерев'яної, святині, яка була зведена до 1830-ого року. Стара церква згоріла під час пожежі у 1874 році. Вже через 9 років в селі постав новий храм збудований за проектом архітектора Ретьмана, який впав з церкви під час будівництва і загинув. Парафія Теляжа до 1930-ого року була дочірньою парафією села Ульвівок. Кількість українців-греко-католиків у різні роки становила:
• у 1840 - 521 особа;
• у 1859 - 483 особи;
• у 1879 - 552 особи;
• у 1899 - 542 особи;
• у 1926 - 940 осіб;
• У 1938 - 835 осіб.
У 1946 році всіх жителів села депортували в УРСР, так як село опинилося на території Польщі. Тоді діяльність храму була призупинена, але вже в 1952 році під час проведення владою Польщі і СРСР "Акції-51", сюди знову повернулися українці. У 1956 році радянська влада закрила церкву і перетворила її на колгоспний склад. У 1989 році жителі села почали реставрацію храму: добудова центрального купола, відновлення розібраного під час закриття церкви іконостасу і т. д. 

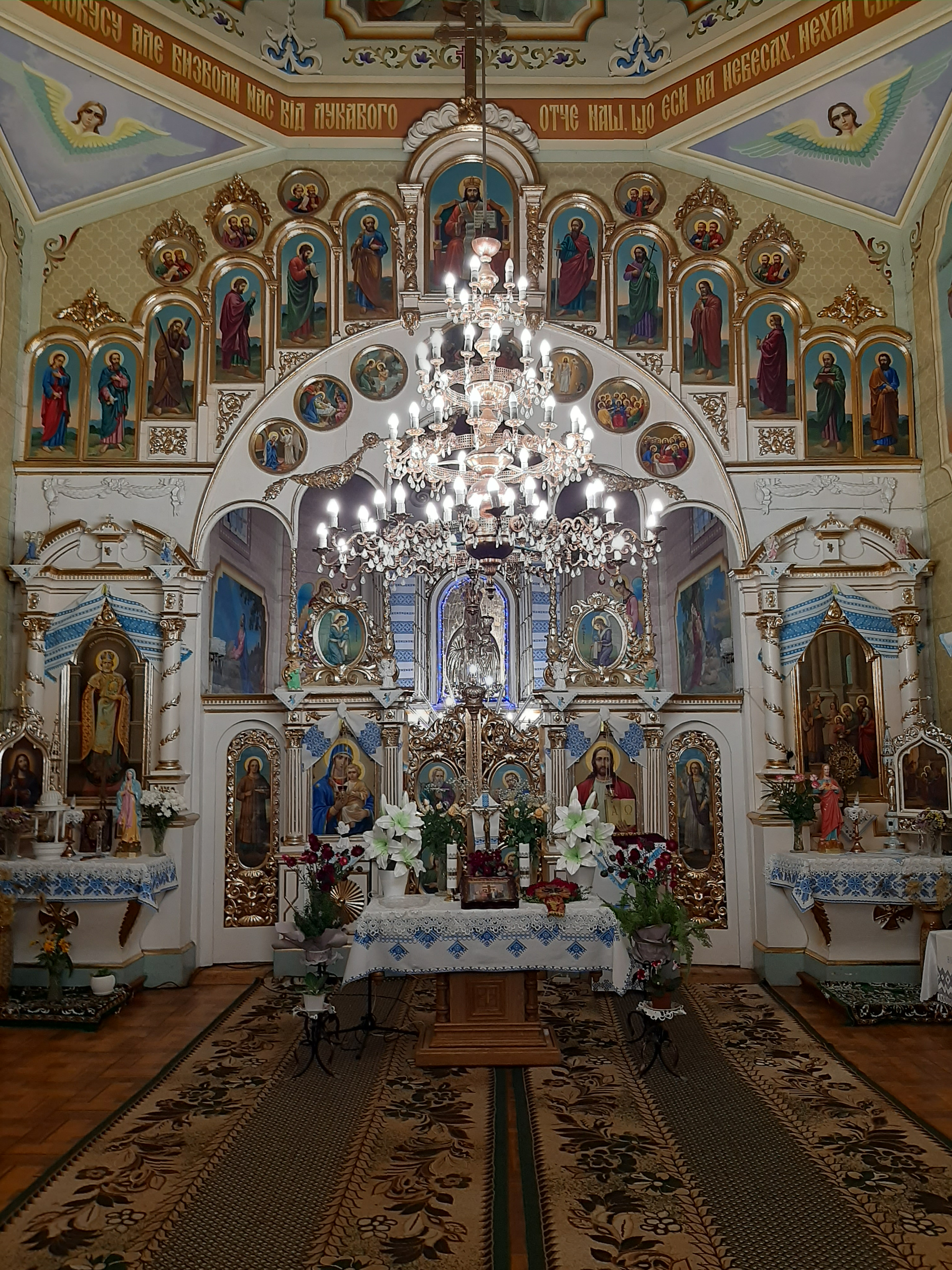
Іконостас був розібраний і схований під час закриття храму

Внутрішній розпис стін до того часу не зберігся, тож церква була наново розписана майстрами з Києва. Настоятелем храму був призначений о. Орест Рубель. Зараз парафіяльна церква залишається духовним і культурним осередком сільської громади.

## Опис
Будівля тризрубна, триверха. До вівтаря гранчастої форми традиційно прибудовані ризниці. Бабинець від заходу має рівноширокий присінок. Храм оточений піддашшям, яке опирається на випусти вінців зрубів. Стіни будівлі повністю шальовані фарбованими дошками. Церкву завершують три світлові восьмерики поставлені на четверики надопасання і накриті банями з ліхтарями та маківками. Також на території церкви знаходиться мурована ширмова дзвіниця на 3 дзвони.

## Настоятелі
•1828-1888 - о. Іван Ковшевич;
•1872-1914 - о. Михайло Ковшевич(декан Варязький 1897-1906)
•01.11.1911-31.12.1911 - о. Ігнатій Заяць;
•1911-1912 - о. Андрій Пузир;
•01.01.1912-1914 - о. Роман Решетило;
•1914-1917 - о. Юрій Ковшевич;
•1917-1931 - о. Михайло Карп'як;
•1932-1936 - о. Микола Волошин;
•1936-07.1942 - о. Іван Філяс;
•01.09.1942-10.08.1944 - о. Юрій Менцінський;
04.1946-05.1946 - о. Юліян Прокопів (емігрував до Франції);
•1989-1991 - о. Ярослав Кащук;
•1991-дотепер - о. Орест Рубель.

## Галерея

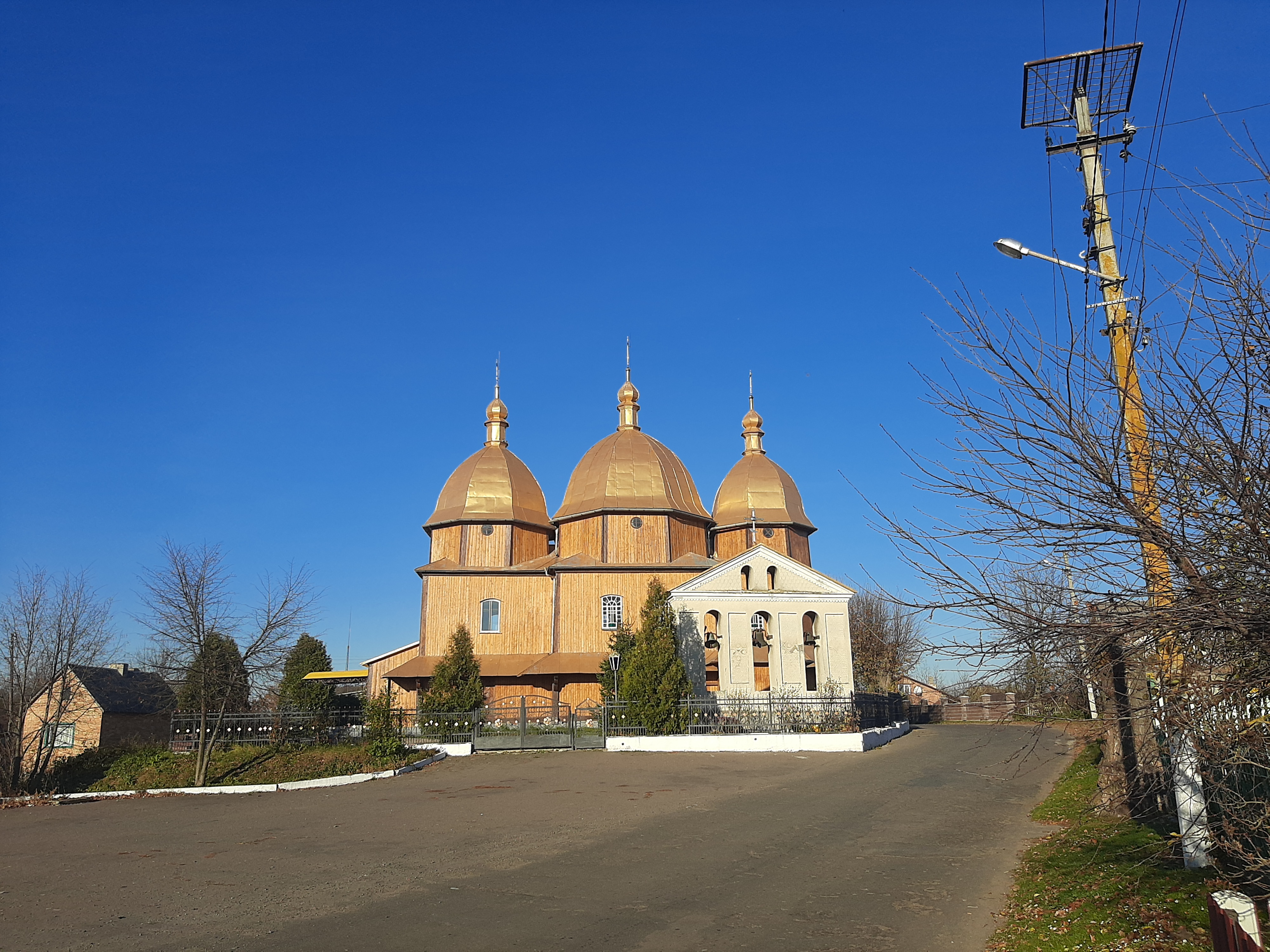
Загальний вигляд церкви із дзвіницею
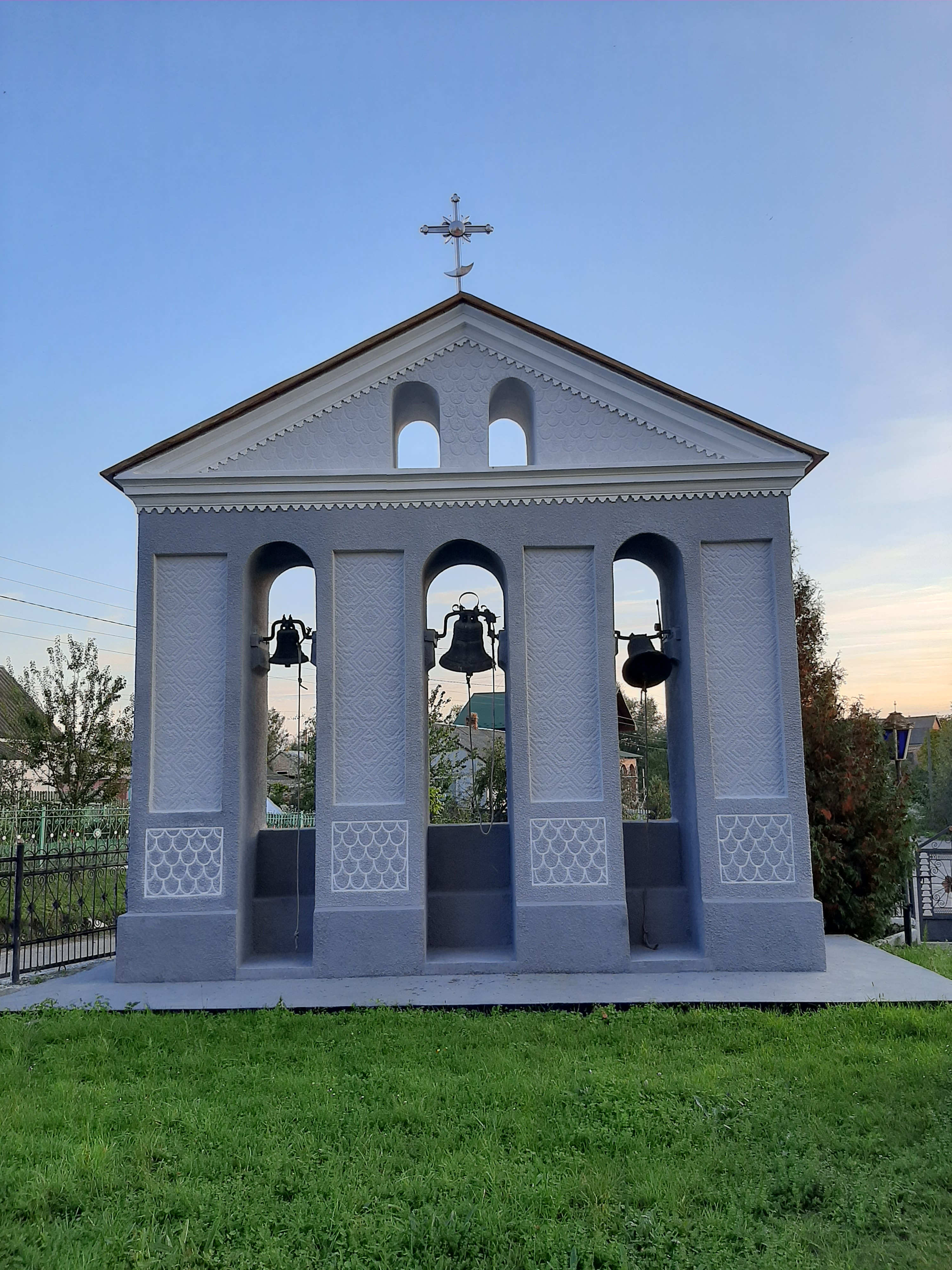
Дзвіниця
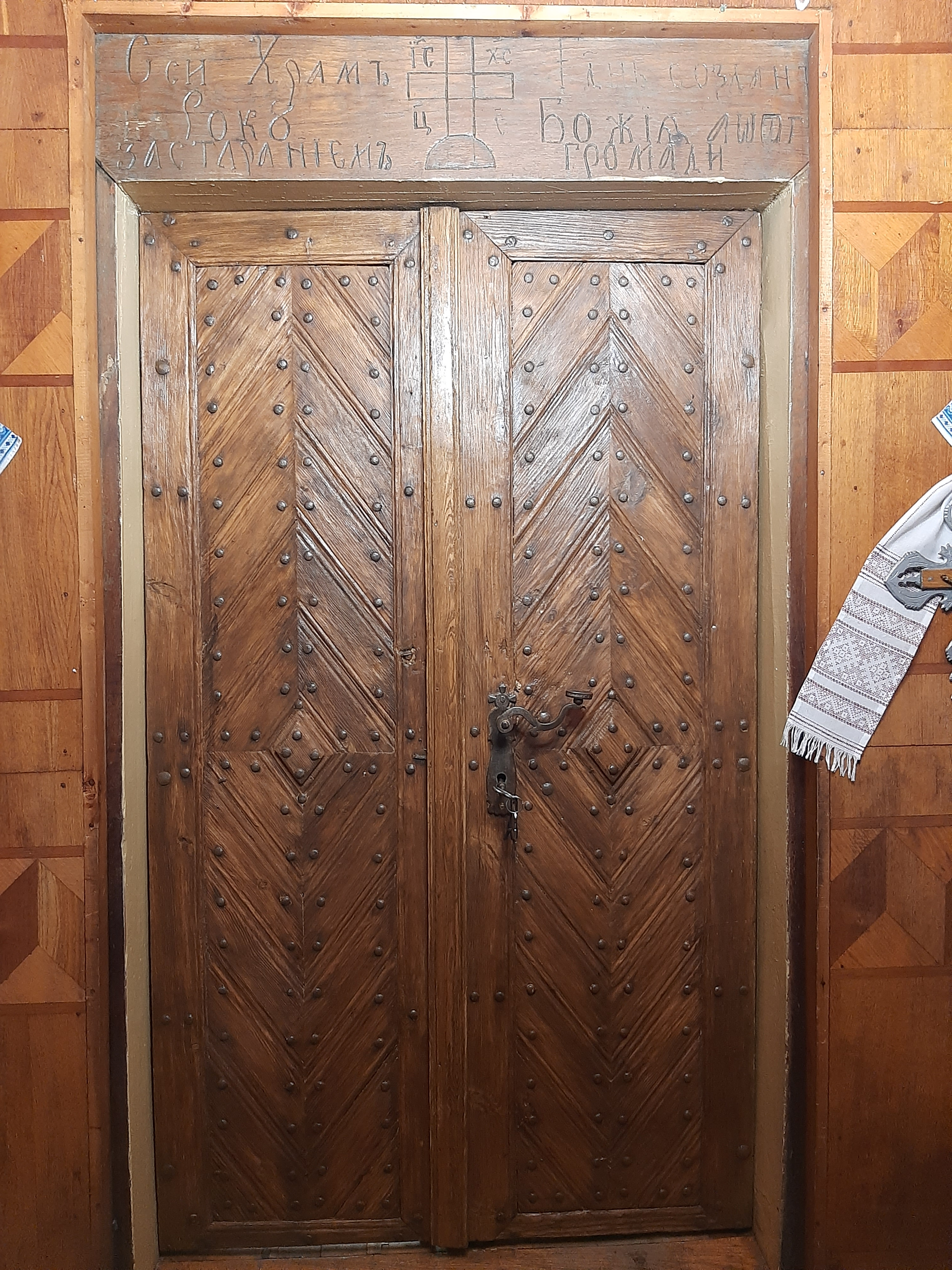
Рік будівництва ҂аѿпг (1883) вирізьблений над входом
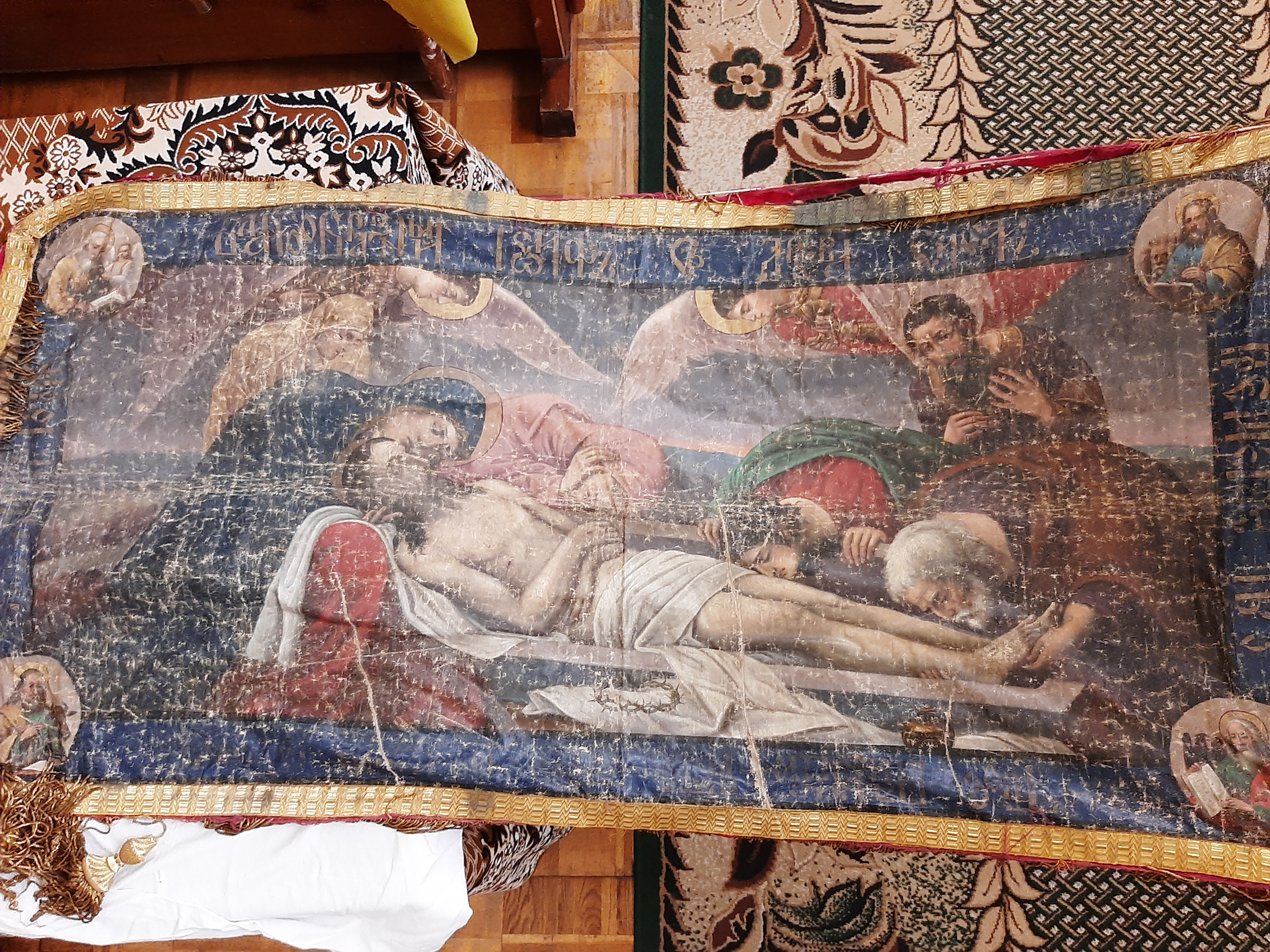
Старовинна позолочена плащаниця
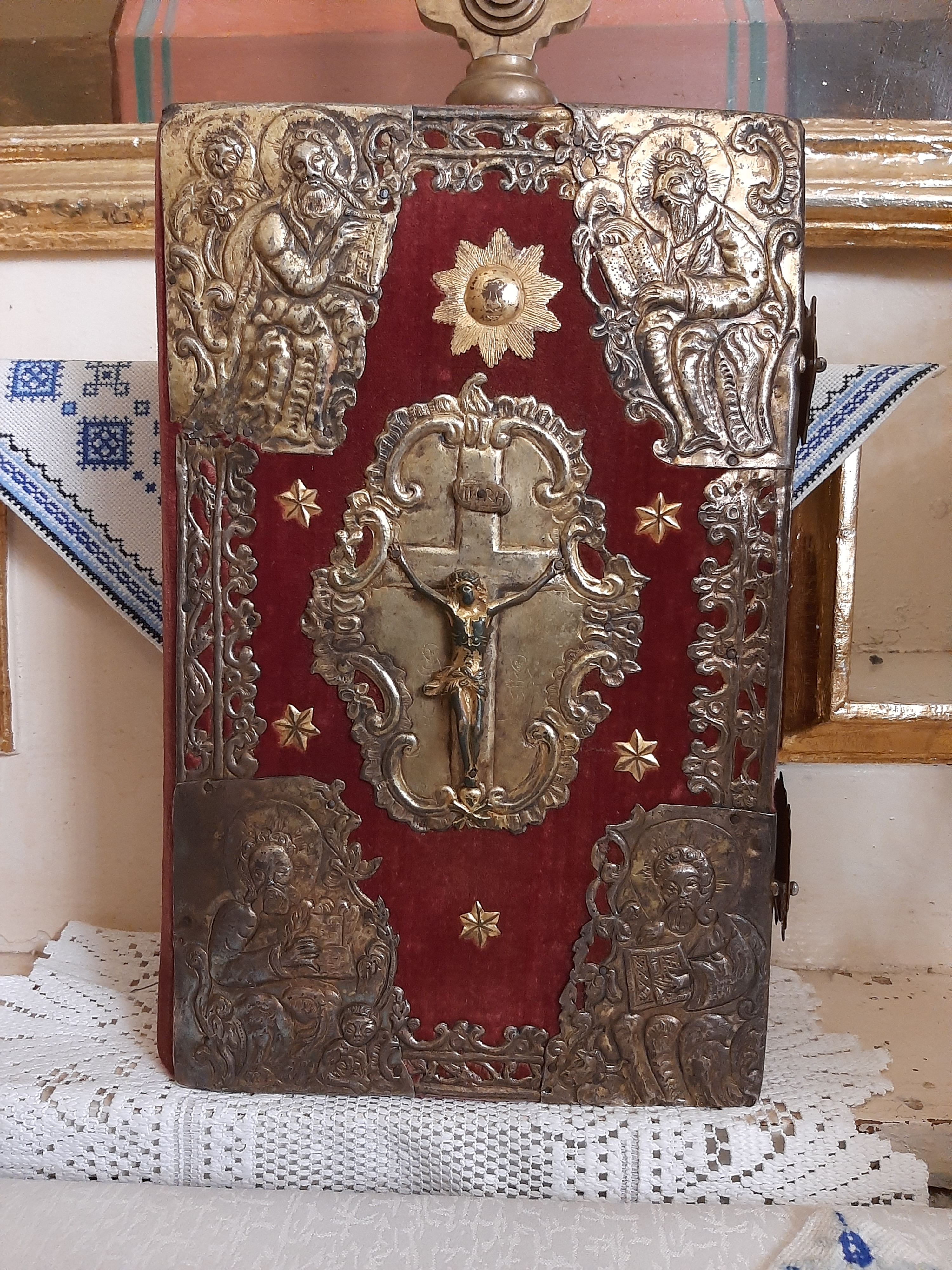
Євангеліє 1743 року